# Musée Germa
Pour les articles homonymes, voir Germa (homonymie).
Le Musée Germa est un musée archéologique localisé dans le Fezzan en Libye. Il contient essentiellement des objets issus des fouilles dans le site de Germa, ancienne capitale du royaume de Garamantes. Ce royaume connut son apogée entre 400 av. J.-C. et 600 ap. J.-C.. 
Durant la deuxième guerre civile libyenne, le musée Garma fait partie des musées à risques de saccages. Après une période d'inactivité, le Dr. Al-Amin Al-Houni annonce la réouverture du Musée car des mesures de protection suffisantes ont été mises en place. Cette opération se déroule dans le cadre d'un plan de protection des sites archéologiques et muséaux. 